# Sparre (adel)
Sparre är en adelsätt med medeltida anor från Västergötland. Ätten kallas Sparre efter vapnet med en heraldisk sparre, i likhet med flera andra ätter Sparre och personer som kallade sig Sparre i efternamn.

## Historia
Ätten Sparres äldsta kända stamfader är väpnaren Sigge Larsson d.ä., nämnd 1396 och död 1442 eller 1443, ägare till bland annat Simonstorp i Grolanda socken utanför Falköping. Hans son Lars Siggesson (död omkring 1475) blev far till Sigge Larsson d.y. som var far till riksmarsken Lars Siggesson (Sparre) som dubbades till riddare vid Gustav Vasas kröning 1528. Hans söner, bland dem rikskanslern Erik Larsson Sparre som 1583 upphöjdes i skotsk baronvärdighet av kung Jakob VI, var de första som antog släktnamnet Sparre.
Ätten introducerades 1625 på Sveriges Riddarhus med namnet Sparre af Rossvik (nummer 7) genom Erik Larsson Sparres brorson häradshövdingen och ståthållaren Bengt Jöransson Sparre.

## Adliga ätten Sparre av Rossvik nummer 7
Tillnamnet af Rossvik kommer av godset Rossvik, som kom i släktens ägo 1533, ätten kallas ibland också Sundbysläkten, efter gården Stora Sundby slott. 
Ätten introducerades 1625 med namnet Sparre af Rossvik (nummer 7) genom Erik Larsson Sparres brorson häradshövdingen och ståthållaren Bengt Jöransson Sparre. 
Erik Larsson Sparres fem söner (tre postumt) upphöjdes 1647 till friherrar och introducerades på riddarhuset år 1649 (nummer 11). 
Denna obetitlade (lågadel) gren fortlever alltjämt. Från denna gren stammar Bengt Sparre som upphöjdes till greve 1833 med namnet Franc-Sparre. Han dog dock barnlös och slöt därmed själv sin ätt.

## Friherrliga ätten Sparre nr 11
Rikskanslern Erik Larsson Sparre upphöjdes 1583 i skotsk baronvärdighet av kung Jakob VI.
Erik Larsson Sparres fem söner (tre postumt) upphöjdes 1647 till friherrar och introducerades på riddarhuset år 1649 (nummer 11).
En sonson, rikstygmästaren och ambassadören Per Larsson Sparre, upphöjdes till fransk greve av kung Ludvig XIV av Frankrike. Den franska grenen av ätten fortlever i Frankrike.
Från Axel Carlsson Sparre, en annan sonson till Erik Larsson Sparre, stammar fyra grenar som upphöjts till grevlig värdighet. 
Dennes son, fältmarskalken och ambassadören Erik Sparre, upphöjdes 1719 till grevlig värdighet med namnet Sparre af Sundby (nummer 63). Ätten utgick med sonen Axel Wrede Sparre 1772.

## Grevliga ätter Sparre

### Grevliga ätten Sparre af Sundby nr 63
Ätten uppstod då riksrådet, fältmarskalken med mera Erik Sparre (1665–1726; son till landshövdingen Axel Carlsson Sparre) den 17 april 1719 upphöjdes i grevlig värdighet. Hans ätt introducerades samma år på Riddarhuset under nummer 63.
Grevliga ätten Sparre af Sundby utgick på svärdssidan redan med Eriks son, överståthållaren Axel Wrede-Sparre (1708–1772), gift med Augusta Törnflycht, samt på spinnsidan med dennes dotter, statsfrun Lovisa Augusta Sparre, gift Meijerfeldt (1745–1817).

### Sparre af Söfdeborg nr 66
Överamiralen Claes Sparre, brorson till Erik och Axel Sparre, upphöjdes 1719 i grevlig värdighet och introducerades 1720 som Sparre af Söfdeborg (nummer 66). 
Denna gren, som är den enda grevliga gren som fortlever än idag, utmärks av att flera framträdande medlemmar gift sig med sina kusiner, till exempel justitiestatsministern Gustaf Sparre, talmannen Gustaf Sparre, riksdagsledamoten Erik Josias Sparre, översten och författaren Pehr Sparre och häradshövdingen Carl Georg Sparre.

### Grevliga ätten Sparre nr 74
En bror till Erik Sparre, fältmarskalken Axel Sparre, upphöjdes i grevlig värdighet 1720 och introducerades samma år som nummer 74. Han slöt själv sin ätt på svärdssidan 1728. 

### Grevliga ätten Sparre nr 111
Ett kusinbarn till den ovan nämnda Claes Sparre, rikskanslern Fredrik Sparre, upphöjdes i grevlig värdighet 1797 och introducerades 1802 under nr 111. Hans son Gustaf Adolf Sparre slöt ätten på svärdssidan 1812.

## Släktöversikt
- Sigge Larsson (Sparre) d.y, död 1509, riksråd, gift med Brita Bengtsdotter (Öra) och Kristina Månsdotter (Natt och Dag)
  - Barbro, gift med riksrådet Nils Olofsson (Vinge)
  - Hebbla, gift med riksrådet Erik Joakimsson Fleming
  - Ingeborg Siggesdotter (Sparre), gift med Göran Hansson (Stiernsköld), Krister Klasson (Horn) och Åke Klasson (Tott),
  - Jöran Siggesson (Sparre), död sannolikt 1521, häradshövding
  - Lars Siggesson (Sparre), död 1554, riksmarsk, gift med Anna Lindormsdotter (Vinge) och Brita Turesdotter Trolle
    - Jöran Larsson Sparre (1530-86), furstligt råd, gift med Brita Jonsdotter (Gyllenhorn) och Kerstin Persdotter (Hjorthuvud av Brandstorp)
      - Bengt Göransson Sparre af Rossvik (1570-1632), häradshövdingen, ståthållare, gift med Kerstin Åkesdotter Bååt 
        - Christina Sparre (1605-56), gift med Christer Axelsson Posse
        - Jöran Bengtsson Sparre (1611-57), landshövding, gm Anna Jönsdotter
        - Magdalena Sparre (1612-1656), gift med Harald Stake
        - Beata Sparre (1618-1672), gift med Schering Rosenhane
        - Johan Sparre (1616-55), kammarherre, gift med Emerentia Stake
          - Bengt Sparre (1646-95), assessor i Svea hovrätt, gift med Beata Ribbing af Zernava
            - Per Sparre (1685-1725), kapten, gift med Sigrid Ebba Fleming
              - Fredric Ulric Sparre (1719-77), överste, riksråd, gift med Juliana Brita Siöblad

            - Bengt Sparre (1686-1748), major, gift med Anna Charlotta von Weidenhaijn
              - Gabriel Sparre (1730-1809), kapten, gift med Maria Vendla Ulfsparre af Broxvik
                - Wendela Gustafva Sparre (1772-1855), konstnär, gift med Axel Oxenstierna af Eka och Lindö
                - Bengt Sparre (1774-1837), greve och generallöjtnant
                - Fredrik Sigge Sparre (1778-1827), krigsråd, gift med Maria Catharina Lindgren
                  - Gabriel Gerhard Sigge Sparre (1819-97), kammarherre, gift med Adelaide Peyron
                    - Sixten Sparre (1854-89), löjtnant, gift med Luitgard Engel Agda Dorotea Adlercreutz

    - Johan Larsson Sparre (1551-99), ståthållare, gift med Margareta Brahe
    - Erik Larsson Sparre (1550-1600), kansler, gift med Ebba Pedersdotter Brahe
      - Johan Eriksson Sparre (1587-1630), riksråd
      - Lars Eriksson Sparre (1590-1644), riksråd
        - Erik Larsson Sparre (1618-1673), friherre, riksråd, gift med Barbro Fleming
          - Anna Johanna Eriksdotter Sparre (1657-1712), gift med Johan Creutz.

        - Svante Larsson Sparre (1623-52), landshövding, gift med Görvel Bååt
          - Märta Sparre (1648-1703), gift med Leonard Lillie och Sten Nilsson Bielke

        - Gustaf Larsson Sparre (1625-89), landshövding, riksråd, gift med Beata Åkesdotter Natt och Dag
        - Ebba Sparre, gift med Jakob Casimir de la Gardie
        - Carl Larsson Sparre (1627-1702), general, landshövding, gift med Maria Bååt och Catharina Lucia von Minningerode
          - Ture Karlsson Sparre (1654-1683), överste, gift med Hedvig Lovisa Horn af Björneborg
          - Jakob Casimir Sparre (1661-1701), major, gift med Brita Leijonhufvud 
            - Karl Gustaf Sparre (1688-1741), riksråd, generalmajor, gift med Elisabeth Derith

        - Per Larsson Sparre (1628-92), general, rikstygmästaren och ambassadören, upphöjd till fransk greve 1675, gift med Ebba Margareta de la Gardie

      - Peder Eriksson Sparre (1592-47), friherre, president i Göta Hovrätt, gift med Elsa Posse
        - Per Persson Sparre (1633-69), riksråd, gift med Sigrid Horn af Åminne

      - Ture Eriksson Sparre (1593-64), friherre, riksråd, landshövding
      - Carl Eriksson Sparre (1595-32), kammarråd, gift med Margareta Axelsdotter Natt och Dag, Görvel Posse
        - Erik Carlsson Sparre (1628-78), friherre och landshövding i Södermanland, gift med Elisabet Banér
          - Karl Vilhelm Sparre (1661-1709), friherre, militär och general i holländsk tjänst

        - Axel Carlsson Sparre (1620-79), landshövding, gift med Margareta Oxenstierna af Korsholm och Wasa, Beata Stenbock
          - Gabriel Sparre (1646-1707), gift med Ingeborg Christina Ribbing
            - Knut Gustaf Sparre (1684-1733), gift med Sofia Margareta Krüger
              - Erik Sparre (1718-66), gift med Regina Christina Lillieberg
                - Carl Gustaf Sparre (1750-1808), gift med Carolina Maria Ehrenpohl
                  - Sixten David Sparre (1787-1843), generalmajor, gift med Sofia Amalia Eleonora Lewenhaupt
                    - Sigrid Sparre (1825-1910), gift med Fredrik Thure Cederström

                  - Ulf Sparre (1789-1864), gift med Christina Aurora Ulrika Vult von Steijern
                    - Knut Sparre (1835-29), landshövding
                      - Ulf Carl Sparre (1866-1928), amiral, gift med Louise Sjöcrona och Märta Vilhelmina Almström.

                    - Carl Sparre (1832-73), gift med Emilie Henrietta Antoinetta Rudolfina Cederström
                      - Lars Sparre (1864-1947), generallöjtnant, gift med Dagmar Sandströmer
                      - Sixten Sparre (1870-1950)
                        - Erik Sparre (1908-67)
                          - Bengt Sparre (1942-2018), ambassadör

          - Carl Sparre (1648-16), kammarherre, gift med Beata Falkenberg af Trystorp, Anna Ebba Horn af Marienborg
            - Konrad Sparre (1680-44), överste, gift med Anna Eleonora Wachtmeister af Björkö
            - Fredrik Henrik Sparre (1691-64), landshövding, gift med Virginia Christina Lilliehöök af Fårdala och Ulrika Maria Tessin
              - Carl Sparre (1723-91), gift med Ulrika Strömfelt
              - Gabriel Erik Sparre (1726-1804), landshövding, gift med Helena Juliana Coyet
                - Ulrika Lovisa Maria Sparre, gift med Carl Axel Trolle-Wachtmeister

              - Fredrik Sparre (1731-1803), rikskansler, upphöjd till greve 1797, gift med sin syssling Brita Christina Sparre af Sundby (1741-66) och Sigrid Charlotta Wrede af Elimä

          - Axel Sparre (1652-1728), fältmarskalk, upphöjd till greve 1720
          - Erik Sparre af Sundby (1665-1726), fältmarskalk, riksråd, upphöjd till greve 1719, gift med Sophia Wrede, Christina Beata Lillie
            - Axel Wrede Sparre  (1708-72), överståthållare, gift med Christina Margareta Augusta Törnflycht
              - Lovisa Augusta (1745-1817), en av "de tre gracerna" vid hovet, gift med fältmarskalken Johan August Meijerfeldt d.y.

            - Ulla Sparre af Sundby (1711-68), gift med Carl Gustaf Tessin

          - Gustaf Adolph Sparre (1649-92), amiral, gift med Elisabet Anna Stiernsköld
            - Claes Sparre af Söfdeborg (1673-1733), överamiral, upphöjd till greve 1720, gift med Sofia Lovisa Soop
              - Carl Hans Sparre (1704-1770), amiral, gift med och skild från Catharina Charlotta Lilliehöök af Fårdala
              - Erik Arvid Sparre (1707-75), amiral, gift med Charlotta Eleonora Sjöblad
                - Claes Erik Sparre (1746-1829), överste, gift med Mariana Helena Ehrenkrona
                  - Erik Samuel Sparre (1776-1843), landshövding, gift med Catharina Ulrika Montgomery 
                    - Eric Josias Sparre (1818-86), riksdagsledamot, landshövding, gift med sin kusin Ottiliana Sparre (1820-1900)

                  - Carl Georg Sparre (1790-1852), landshövding, justitieråd, gift med Henrietta Charlotta Forsberg
                    - Carl Georg Sparre (1817-1903), häradshövding, gift med sin kusin Margareta Lovisa Fredrika Sparre af Söfdeborg och Christina Lovisa Ehrenkrona 
                      - Carl Georg Sparre (1859-1920), gift med Signe Thomaeus 
                        - Birgit Th Sparre (1903-84), författare, gift med Stig Cederholm

                - Erik Sparre (1753-1791), ryttmästare, gift med Regina Ulrika Pijhlgardt
                  - Pehr Sparre (1790-1871), författare, överste, gift med sin kusin Eva Carolina Pijhlgardt
                    - P A Sparre (1828-1921), uppfinnare, gift med Teresita Adèle Josefa Gaetana Barbavara 
                      - Louis Sparre (1863-1964), konstnär, gift med Eva Mannerheim
                        - Clas Sparre (1898-1948), flygöverdirektör, gift med Anna Sparre

              - Rutger Axel Sparre (1712-1751), direktör vid Ostindiska kompaniet, hattpolitiker, gift med Sara Christina Sahlgren
                - Gustaf Adolf Sparre (1746-94), konstsamlare, gift med målaren Elisabet Sofia Amalia Beata Ramel (1753-1830)[1]
                  - Christina Sparre (1778-1811), gift med Jacob De la Gardie

              - Johan Sparre af Söfdeborg (1715-91), generallöjtnant, gift med Riksten Jakobina Henrietta Alexandrina de Cheuses
                - Gustav Adolf Sparre (1760-), major, gift med Ebba Charlotta Bonde af Björnö
                  - Gustaf Sparre (1802-86), justitiestatsminister, gift med sin kusin Sofia Bonde af Björnö
                  - Johan Alexander Artemis Sparre (1800-1885), överstekammarjunkare, gift med Sofia Adelaide Rosalie 
                    - Josephine Sparre (1829-1892), hovfröken, gift med Bredo Stang
                    - Gustaf Sparre (1834-1914), talman i Sveriges riksdag, gift med sin kusin Sofia Gustava Sparre af Söfdeborg
                    - Erik Larsson Sparre (1945- 2006), grundare av Sparre Medical AB, gift med Eva Sparre (1951-)